# Urobilinogen
Urobilinogen – organiczny związek chemiczny, pochodna bilirubiny, zredukowana forma urobiliny. Powstaje w świetle przewodu pokarmowego wskutek działania enzymów bakteryjnych na powstałą z rozkładu hemoglobiny bilirubinę. W jelicie grubym powstały urobilinogen przekształcany jest, pośrednio przez sterkobilinogen lub bezpośrednio, w sterkobilinę, która odpowiada za brązową barwę kału. Część urobilinogenu ulega resorpcji i trafia do krążenia wrotnego, aby następnie ulec utlenieniu do urobiliny i zostać wydalona z moczem, któremu nadaje żółty kolor.